# FK Sotchi
Maillots
Actualités
Le Futbolny klub Sotchi (russe : Футбольный клуб «Сочи») est un club de football russe fondé en 2018 et basé à Sotchi. Il évolue en première division russe depuis la saison 2019-2020.

## Histoire

### Fondation et débuts en deuxième division (2018-2019)

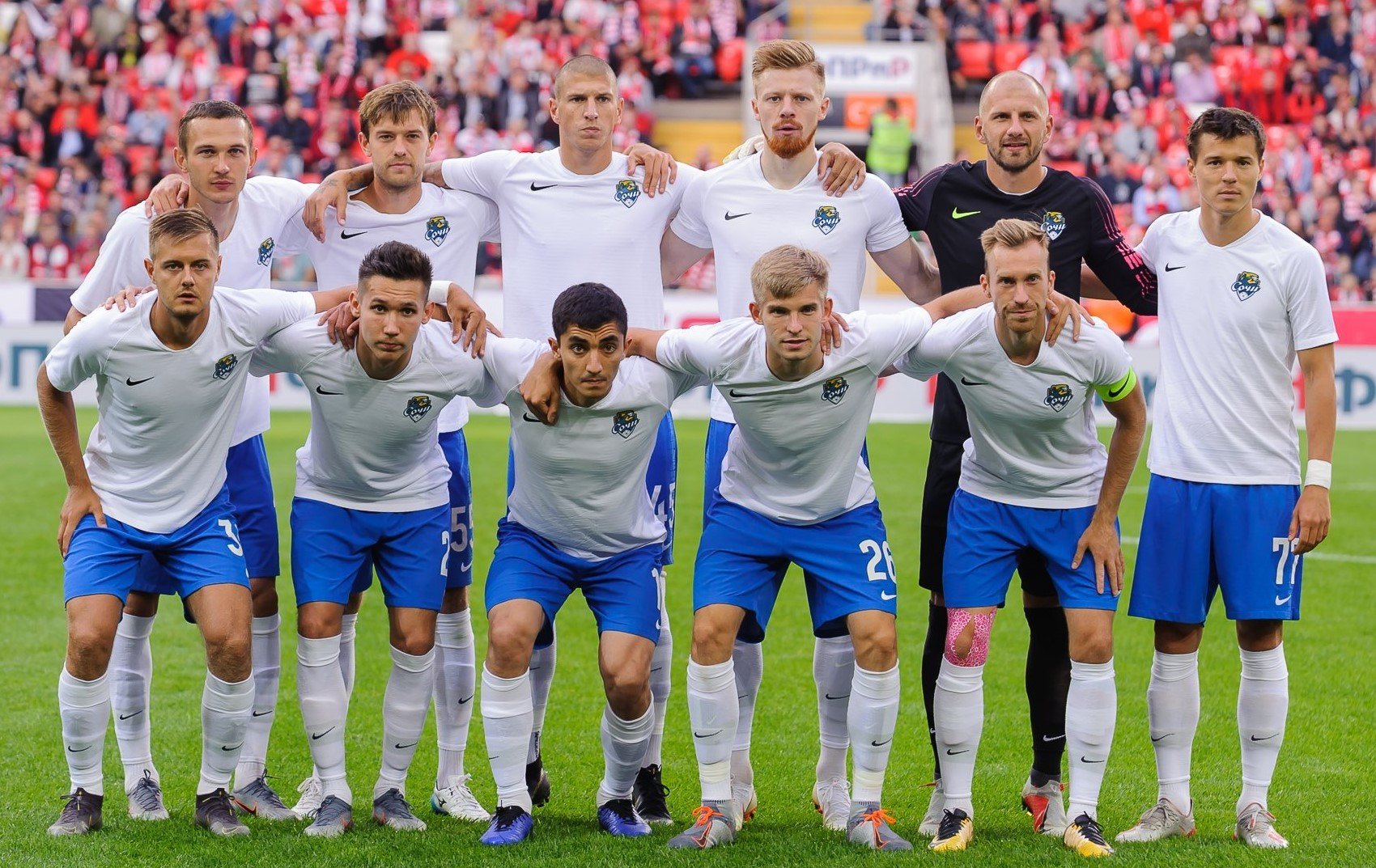
Photo d'équipe du FK Sotchi en juillet 2019.

Le club est fondé au début du mois de juin 2018. Il est issu de la relocalisation du Dinamo Saint-Pétersbourg à Sotchi par son propriétaire Boris Rotenberg durant le même mois. Parmi les raisons avancées de ce déplacement sont cités la réutilisation du stade olympique Ficht après la Coupe du monde 2018 ainsi que l'arrivée d'une équipe de football de haut niveau dans une ville qui n'en possède alors pas, là où le Dinamo était en concurrence avec le Zénith,,. La direction du club indique par ailleurs que le FK Sotchi est une entité nouvelle n'ayant aucun lien historique avec le Dinamo ou les autres clubs ayant évolué à Sotchi par le passé.
Récupérant dans la foulée une partie de l'effectif de l'ancien Dinamo, dont son entraîneur Aleksandr Totchiline, ainsi que sa licence professionnelle et sa place en deuxième division pour la saison 2018-2019, la direction du club annonce comme objectif principal la montéeau premier échelon dès sa première saison. Notamment porté par le buteur Maksim Barsov, Sotchi se classe sixième à la trêve hivernale, à égalité avec le premier barragiste le Tchertanovo Moscou. L'équipe connaît après la trêve une dynamique très positive et enregistre neuf victoires et deux matchs nuls lors des onze rencontres suivant la reprise, ce qui lui permet d'effectuer une remontée marquée au classement en prenant la première place avant d'assurer sa promotion directe dans l'élite à deux journées de la fin du championnat, permettant à la ville de retrouver la première division pour la première fois depuis la relégation du Jemtchoujina Sotchi en 1999. Il échoue cependant à remporter le titre, terminant finalement deuxième derrière le FK Tambov à l'issue de la saison. Barsov, blessé lors des dernières journées, termine quant à lui meilleur buteur de la compétition avec dix-neuf buts marqués.

### Passage dans l'élite (depuis 2019)
Comptant un budget de 600 à 700 millions de roubles pour ses débuts dans l'élite, soit environ 8 à 10 millions d'euros, la pré-saison 2019-2020 voit le club recruter une dizaine de joueurs dans la perspective de la lutte pour le maintien. La plupart viennent du Zénith Saint-Pétersbourg, d'où sont ramenés Ibragim Tsallagov, Elmir Nabiullin, Ivan Novosseltsev, Christian Noboa, Anton Zabolotny, Miha Mevlja et Dmitri Poloz,,,. Malgré ces arrivées, le club connaît un début de saison compliqué et se classe dernier au classement à la trêve hivernale, tandis qu'Aleksandr Totchiline est remplacé par Vladimir Fedotov au mois de décembre 2019. Durant l'hiver 2020, l'équipe se renforce avec les arrivées d'Aleksandr Kokorin en prêt du Zénith ainsi que celle d'Adil Rami qui s'engage gratuitement en provenance de Fenerbahçe, bien que ce dernier quitte finalement le club trois mois plus tard sans avoir joué le moindre match. Kokorin contribue quant à lui de façon décisive aux performances du club durant la fin de saison en inscrivant sept buts lors des dix derniers matchs de championnat, aidant Sotchi à terminer en douzième position à deux points de la relégation.
Durant le début de l'exercice 2020-2021, le club voit notamment le recrutement d'Emanuel Mammana en prêt du Zénith Saint-Pétersbourg, ainsi que de Joãozinho, Timofei Margasov (en) ou encore Artur Ioussoupov. Porté par ces recrues ainsi que la bonne forme de Christian Noboa et du gardien Soslan Djanaïev, Sotchi parvient cette fois à s'installer dans le haut du classement en se plaçant quatrième au moment de la trêve hivernale,. Le club parvient ensuite à poursuivre sur sa lancée pour accrocher la cinquième position, synonyme de qualification en Ligue Europa Conférence. Démarrant cette première aventure européenne au deuxième tour de qualification, l'équipe parvient à s'imposer sans problèmes face au club azéri de Keşla sur le score de 7 buts à 2 mais est tenue en échec au tour suivant par les Serbes du Partizan Belgrade (3-3) qui finissent par s'imposer lors de la séance des tirs au but.
Durant la saison domestique qui s'ensuit, Sotchi parvient à se démarquer comme un prétendant constant au podium qu'il occupe à plusieurs reprises avant de finir par se placer deuxième au terme de l'exercice à la faveur d'un large succès 5-1 chez son concurrent direct le Dynamo Moscou lors du dernier tour. Cette performance ne s'accompagne cependant pas d'une qualification européenne en raison de l'exclusion des clubs russes des compétitions internationales après l'invasion de l'Ukraine par la Russie lors du mois de février 2022. Peu après la fin de la saison, Vladimir Fedotov quitte son poste d'entraîneur pour rejoindre le CSKA Moscou. Il est remplacé par  Vadim Garanine (ru) en provenance du Ienisseï Krasnoïarsk. Le 18 mai 2024, Sochi s'incline 2-3 face à Krasnodar et voit sa relégation en D2 actée, 5 ans après l'avoir quittée.

## Bilan sportif

### Palmarès
| Compétitions nationales |
| --- |
| - Championnat de Russie - Vice-champion : 2022. - Coupe de Russie - Quarts de finale : 2021. - Championnat de Russie de D2 - Vice-champion : 2019. |

### Bilan par saison
| Saison    | Championnat | Championnat | Championnat | Championnat | Championnat | Championnat | Championnat | Championnat | Championnat | Championnat | Coupe de Russie     | Meilleur(s) buteur(s) | Meilleur(s) buteur(s) | Entraîneur(s)                                                    |
| Saison    | Division    | Pos         | Pts         | J           | V           | N           | D           | BP          | BC          | Diff        | Coupe de Russie     | Joueur                | Buts                  | Entraîneur(s)                                                    |
| --------- | ----------- | ----------- | ----------- | ----------- | ----------- | ----------- | ----------- | ----------- | ----------- | ----------- | ------------------- | --------------------- | --------------------- | ---------------------------------------------------------------- |
| 2018-2019 | 2e          | 2e          | 69          | 38          | 19          | 12          | 7           | 63          | 34          | +29         | 32es de finale      | Maksim Barsov         | 19                    | Aleksandr Totchiline                                             |
| 2019-2020 | 1re         | 12e         | 33          | 30          | 7           | 10          | 15          | 40          | 39          | +1          | Seizièmes de finale | Aleksandr Kokorin     | 7                     | Aleksandr Totchiline Roman Berezovsky (intérim) Vladimir Fedotov |
| 2020-2021 | 1re         | 5e          | 53          | 30          | 15          | 8           | 7           | 49          | 33          | +16         | Quarts de finale    | Christian Noboa       | 12                    | Vladimir Fedotov                                                 |
| 2021-2022 | 1re         | 2e          | 56          | 30          | 17          | 5           | 8           | 54          | 30          | +24         | Huitièmes de finale | Mateo Cassierra (en)  | 14                    | Vladimir Fedotov                                                 |
| 2022-2023 | 1re         | 10e         | 38          | 30          | 11          | 5           | 14          | 37          | 54          | -17         | Phase de groupes    | Christian Noboa       | 11                    | Vadim Garanine (ru) Kurban Berdyev Dmitri Khokhlov               |

Légende
- Vainqueur de la compétition
- Vice-champion ou finaliste de la compétition
- Troisième de la compétition
- Promotion en division supérieure
- Relégation en division inférieure

### Bilan européen
Note : dans les résultats ci-dessous, le score du club est toujours donné en premier
| Saison    | Compétition             | Tour             | Club              | Domicile | Extérieur | Total             |
| --------- | ----------------------- | ---------------- | ----------------- | -------- | --------- | ----------------- |
| 2021-2022 | Ligue Europa Conférence | Deuxième tour Q  | Keşla FK          | 3 - 0    | 4 - 2     | 7 - 2             |
| 2021-2022 | Ligue Europa Conférence | Troisième tour Q | Partizan Belgrade | 1 - 1    | 2 - 2 ap  | 3 - 3 (2 - 4 tab) |

## Personnalités

### Entraîneurs
La liste suivante présente les différents entraîneurs du club depuis sa fondation.
- Aleksandr Totchiline (juin 2018-novembre 2019)
- Roman Berezovsky (intérim) (novembre 2019-décembre 2019)
- Vladimir Fedotov (décembre 2019-juin 2022)
- Vadim Garanine (ru) (juin 2022-décembre 2022)
- Kurban Berdyev (décembre 2022-avril 2023)
- Dmitri Khokhlov (avril 2023-septembre 2023)
- Aleksandr Totchiline (septembre 2023-décembre 2023)
- Robert Moreno (depuis décembre 2023)